# Barilović
Barilović es un municipio de Croacia en el condado de Karlovac.

## Geografía
Se encuentra a una altitud de 122 m s. n. m. a 68 km de la capital nacional, Zagreb.

## Demografía
En el censo 2011, el total de población del municipio fue de 2 938 habitantes, distribuidos en las siguientes localidades:
- Banjsko Selo - 144
- Barilović - 288
- Belaj - 165
- Belajske Poljice - 574
- Belajski Malinci - 33
- Carevo Selo - 29
- Cerovac Barilovićki - 102
- Donja Perjasica - 14
- Donji Skrad - 19
- Donji Velemerić - 151
- Gaćeško Selo - 6
- Gornji Poloj - 0
- Gornji Velemerić - 107
- Kestenak - 4
- Koranska Strana - 11
- Koranski Brijeg - 98
- Koransko Selo - 33
- Kosijersko Selo - 37
- Križ Koranski - 43
- Leskovac Barilovićki - 128
- Lučica - 39
- Mala Kosa - 5
- Mali Kozinac - 28
- Marlovac - 8
- Maurovići - 7
- Miloševac - 3
- Mrežnica - 4
- Novi Dol - 0
- Novo Selo Perjasičko - 1
- Orijevac - 3
- Perjasica - 17
- Podvožić - 297
- Ponorac Perjasički - 17
- Potplaninsko - 8
- Siča - 154
- Srednji Poloj - 12
- Svojić - 46
- Šćulac - 135
- Štirkovac - 5
- Točak Perjasički - 1
- Veliki Kozinac - 32
- Vijenac Barilovićki - 65
- Zinajevac - 4
- Žabljak - 57

| Gráfica de población de Barilović 1857-2011                                             |
|                                                                                         |
| Según los censos de población de la oficina estadística de Croacia. (Sólo la localidad) |